# Lycosa septembris
Lycosa septembris är en spindelart som först beskrevs av Embrik Strand 1906.  Lycosa septembris ingår i släktet Lycosa och familjen vargspindlar.
Artens utbredningsområde är Etiopien. Inga underarter finns listade i Catalogue of Life.